# Huequenia
Huequenia é um gênero de cerambicídeos da tribo Achrysonini; compreende duas espécies, com distribuição na Argentina e Chile.

## Espécies
- Huequenia araucana (Cerda, 1980)
- Huequenia livida (Germain, 1898)